# Phymosia floribunda
Phymosia floribunda är en malvaväxtart som först beskrevs av Diederich Franz Leonhard von Schlechtendal, och fick sitt nu gällande namn av Paul Arnold Fryxell. Phymosia floribunda ingår i släktet Phymosia och familjen malvaväxter. Inga underarter finns listade i Catalogue of Life.